# Lars-Erik Friberg
Lars-Erik Friberg (* 13. Oktober 1950; † 8. März 2023 in Stockholm) war ein schwedischer Schauspieler.

## Biografie
Lars-Erik Friberg wurde von 1975 bis 1978 an der Theaterhochschule Malmö ausgebildet. Er spielte seit den 1980er Jahren in Fernsehfilmen und Serien mit. So wirkte er in Folgen von Kommissar Beck – Die neuen Fälle, Inga Lindström und Arne Dahl mit.

## Filmografie (Auswahl)
- 1986: Skånska mord – Esarparen
- 1994: Fallet Paragon (Miniserie, 1 Folge)
- 1996: Zonen (Miniserie, 2 Folgen)
- 1998: Handelsresande i liv
- 2003: Kommissar Beck – Enslingen
- 2005: Kommissionen (Fernsehserie, 1 Folge)
- 2006: Att göra en pudel
- 2007: Das Kamel ohne Höcker (Ett öga rött)
- 2008: Inga Lindström: Sommer in Norrsunda
- 2009: Inga Lindström: Der Erbe von Granlunda
- 2012: Arne Dahl: Böses But (Ont blod)
- 2022: Vi i villa (Fernsehserie, 2 Folgen)